# Duroia macrophylla
Duroia macrophylla là một loài thực vật có hoa trong họ Thiến thảo. Loài này được Huber mô tả khoa học đầu tiên năm 1914.